# Gwen Stefani

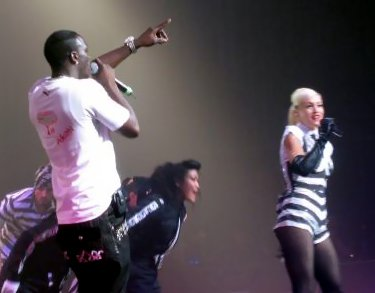
Gwen Stefani och Akon.

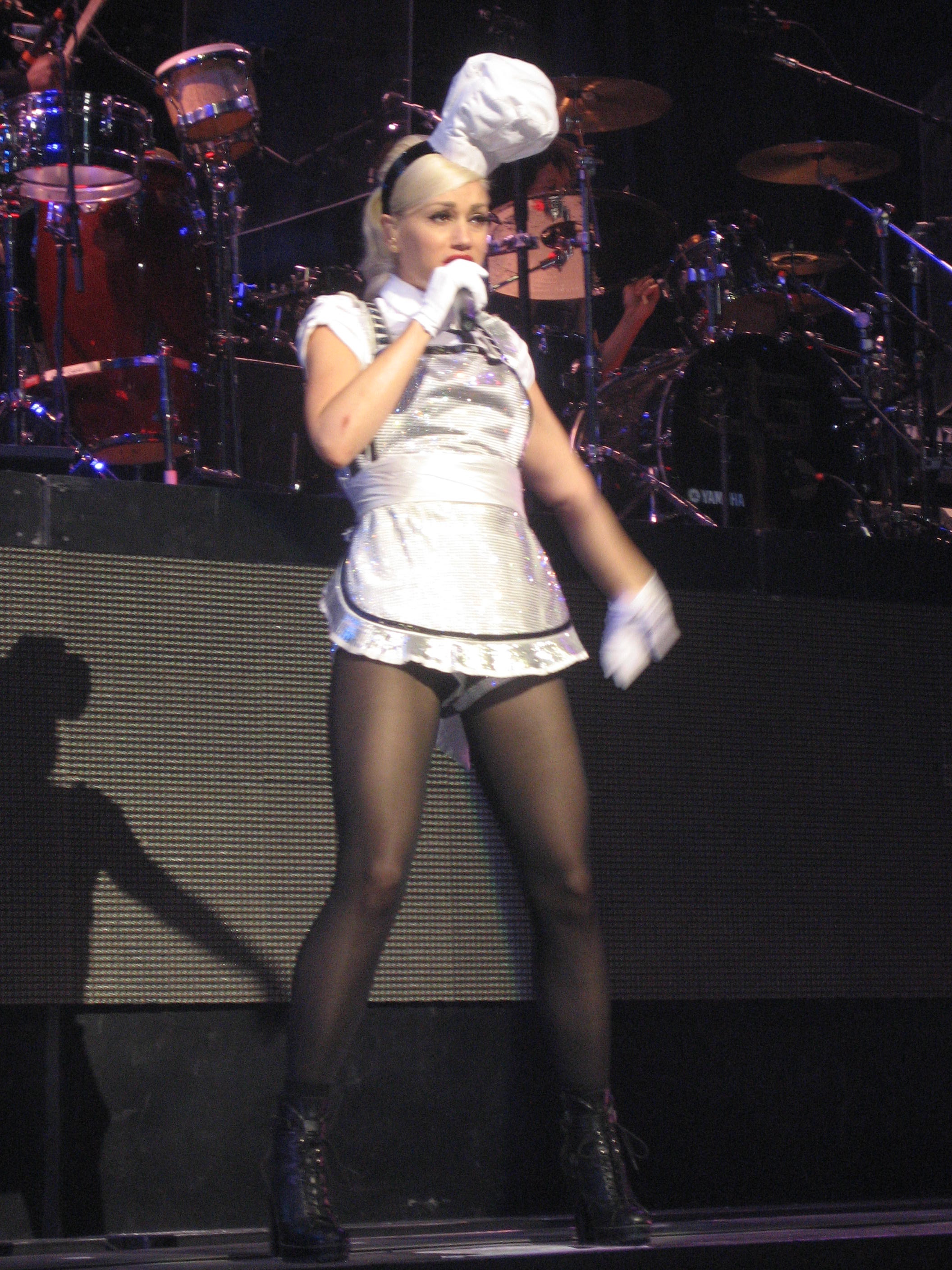
Gwen Stefani på Tweeter Center for the Performing Arts i Mansfield, Massachusetts 2007.

Gwen Renée Stefani, född 3 oktober 1969 i Fullerton i Kalifornien, är en amerikansk sångerska och låtskrivare. Stefani är sedan 1986 sångerska i bandet No Doubt. Hon är syster till musikern Eric Stefani.
Stefani har även skapat modemärket L.A.M.B.

## Biografi
Gwen Stefani är sedan 1986 sångare i skapunk-bandet No Doubt, med vilka hon medverkat på sex studioalbum mellan 1992 och 2012.
Gwen Stefani var tidigare tillsammans med No Doubts basist Tony Kanal (1987-1994). Låtarna "Don't Speak" och "Sunday Morning" handlar om deras förhållande. 2004 gav Stefani ut sitt debutalbum som soloartist, Love. Angel. Music. Baby.. Samma år spelade hon Jean Harlow i filmen The Aviator. År 2006 släppte hon sitt andra soloalbum, The Sweet Escape, och tio år senare kom det tredje soloalbumet, This is What the Truth Feels Like.
Hon har två egna klädmärken, L.A.M.B. och Harajuku Lovers.

## Privatliv
Gwen Stefani träffade Bushs sångare och gitarrist Gavin Rossdale år 1996, de gifte sig den 14 september 2002. Paret ansökte om skilsmässa i augusti 2015. Med Gavin har hon sönerna Kingston James McGregor (född 26 maj 2006), Zuma Nesta Rock (född 21 augusti 2008) och Apollo Bowie Flynn (född 28 februari 2014).
I juli 2021 gifte hon sig med artisten Blake Shelton.
Stefani fick i barndomen diagnoserna ADHD och dyslexi.

## Diskografi

### Studioalbum
- 2004 – Love. Angel. Music. Baby.
- 2006 – The Sweet Escape
- 2016 – This Is What The Truth Feels Like
- 2017 – You Make It Feel Like Christmas

### Singlar
- 2004 – What You Waiting For?
- 2005 – Rich Girl (med Eve)
- 2005 – Hollaback Girl
- 2005 – Cool
- 2005 – Luxurious
- 2006 – Crash
- 2006 – Wind It Up
- 2007 – The Sweet Escape (med Akon)
- 2007 – 4 in the Morning
- 2007 – Now That You Got It (med Damian Marley)
- 2007 – Early Winter
- 2014 – Baby Don't Lie
- 2014 – Spark The Fire
- 2015 – Used To Love You
- 2016 – Make Me Like You
- 2016 – Misery
- 2017 – You Make It Feel Like Christmas (med Blake Shelton)

## Filmografi (urval)
- 2004 – The Aviator